# Острів Жаннетти
О́стрів Жанне́тти (рос. Остров Жаннетты, якут. Жаннетта арыыта) — невеликий острів у Східно-Сибірському морі, є частиною островів Де-Лонга в складі Новосибірських островів. Територіально відноситься до Республіки Саха, Росія.
Площа острова становить 3,5 км². Висота до 351 м на сході, знижується до 225 м на заході.
Острів має овальну форму з трохи витягнутим північно-західним краєм. Складається із пісковика, на сході вкритий льодовиками. Поширені фірнові поля.
Відкритий американським полярним дослідником Дж.В.Де-Лонгом в травні 1881 року, названий на честь корабля «Жаннетта».
9 січня 2018 року сайт Bellingcat повідомив про зникнення острова на мапі у сервісі Google Maps.